# Conostigmus solarii
Conostigmus solarii är en stekelart som beskrevs av Jean-Jacques Kieffer 1907. Conostigmus solarii ingår i släktet Conostigmus och familjen trefåresteklar. Inga underarter finns listade i Catalogue of Life.